# Files (Google)
Files (ранее известное как Files Go) — приложение (файловый менеджер) для управления и просмотра файлов, использования мультимедиа, очистки внутреннего хранилища, и передачи файлов в автономном режиме с помощью технологии «Обмен с окружением».
Приложение было разработано компанией Google 5 декабря 2017 года, а специальная версия для Китая была выпущена 30 мая 2018 года.
9 августа 2021 года приложение было обновлено и получило дизайн Material You, кнопки и ярлыки стали чуть большего размера, появилась поддержка динамических тем Android 12.

## Функции
На данный момент приложение доступно только для операционной системы Android и имеет три вкладки в нижней навигации: «Очистка», «Просмотр» и «Обмен с окружением» (ранее — «Обмен»).

### Раздел «Очистка»
В этом разделе указаны неиспользуемые приложения, большие файлы и дубликаты файлов, которые, возможно, не нужны пользователю и их можно удалить. Приложение также может уведомлять пользователя, когда внутреннее хранилище почти заполнено.
Также в приложении есть «Корзина», в которой хранящееся содержимое будет безвозвратно удалено через 30 дней.

### Раздел «Просмотр»
В этом разделе отображаются файлы, которые недавно использовались, вверху по папкам и несколько категорий внизу, например: «Скачанные файлы», «Изображения», «Видео», «Аудио», «Документы и прочие файлы» и «Приложения».
В нем также есть папки «Избранное», «Секретная папка», которые защищают файлы с помощью графического ключа или PIN-кода, а также несколько кнопок для открытия файлов на отдельных дисках (примеры кнопок: «внутренняя память», «SD-карта», «Disk 2.0» (USB-накопитель).
В приложении есть медиаплеер и просмотрщик изображений, а также возможность резервного копирования файлов на Google Диск.

### Раздел «Обмен с окружением»
Files использует файлообменную сеть (на основе технологии «Обмен с окружением») для отправки и получения файлов, папок и/или приложений. Также для конфиденциальности используется шифрование.